# Дгнали
Дгнали (груз. დგნალი) — село в Грузии, в муниципалитете Душети края Мцхета-Мтианети. 

## География
Село расположено в северной части края, в 31 километре по прямой к северу от центра муниципалитета Душети. Высота центра — 1060 метров над уровнем моря.

## Население
По данным переписи населения 2014 года, в селе проживало 29 человек.
| Год  | Население | Мужчины | Женщины |
| ---- | --------- | ------- | ------- |
| 1926 | 397       | 195     | 202     |
| 2002 | 83        |         |         |
| 2014 | 29        |         |         |